# Open Compute Project
Az Open Compute Project egy a Facebook által 2011-ben indított project, amelynek célja, hogy adatközpont-termékek terveit nyíltan megosszák. A project a Facebook Prineville-i adatközpontjának áttervezéséből született.

## Komponensek

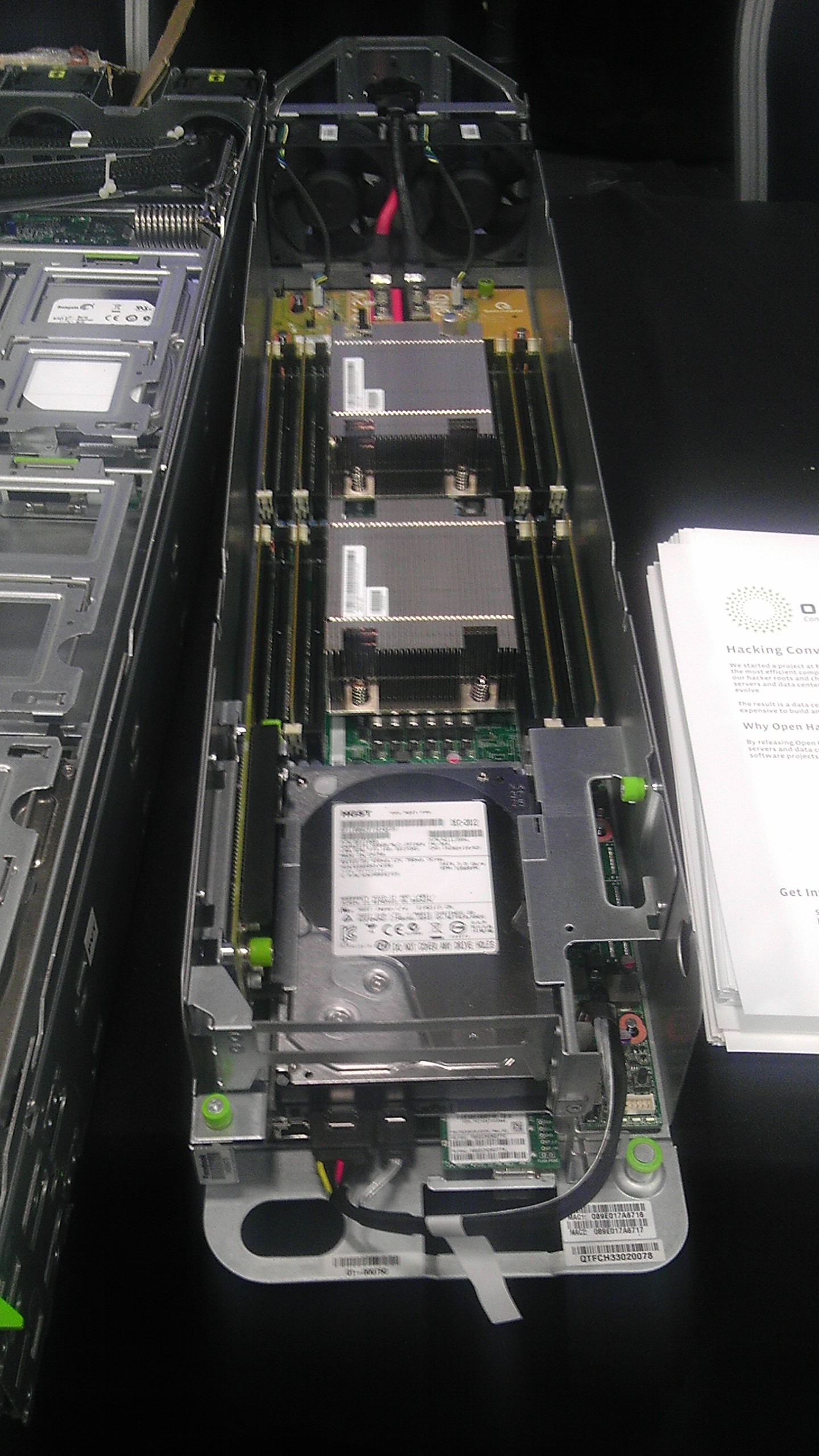
Egy Open Compute v2 szerver

- Számítási szerverek Intel illetve AMD processzorokra. 2013-ban a Calxeda ARM processzorokra épülő tervét is kiadta.[1]
- Az Open Vault adattárolók nagy sűrűségű adattárolást tesznek lehetővé 30 merevlemezzel egy könnyű cserélhetőségre tervezett, 2U méretű egységgel.
- 2013-ban egy nyílt network switch fejlesztését jelentették be.[2]